# NUB1
NUB1‏ (Negative regulator of ubiquitin like proteins 1) هوَ بروتين يُشَفر بواسطة جين NUB1 في الإنسان.<ref name="pmid10508479">